# Italský fašismus
Italský fašismus, často označovaný jen fašismus, byla ideologie, politické hnutí a státní forma v meziválečné Itálii, jež dala jméno ideologii fašismu.

## Politický fašismus
Prvním politikem, kterému se podařilo aplikovat fašismus ve státní praxi, byl Benito Mussolini, který roku 1919 založil organizaci Fasci italiani di combattimento. Roku 1921 se tato organizace přeměnila ve fašistickou stranu nazvanou Národní fašistická strana (Partito nazionale fascista). Mussolini uchopil moc v Itálii 28. října 1922 při takzvaném Pochodu na Řím. Následně ho italský král Viktor Emanuel III. jmenoval ministerským předsedou.

Vlajka italských fašistů typická pro léta 1919–1926

Období do roku 1926 je označováno jako období zákonné diktatury. V první Mussoliniho vládě dokonce převažovali nefašističtí ministři. Během tohoto období, konkrétně 10. června 1924, byl zavražděn socialistický poslanec Giacomo Matteotti, ostrý kritik fašistického hnutí a Mussoliniho osoby zvlášť, přičemž Mussolini vraždu odsouhlasil. Proti tomuto „legálnímu zločinu“ se zvedla vlna odporu. Část poslanců dokonce odmítla zasedat, navíc někteří fašisté opustili stranu. Benito Mussolini nakonec 3. ledna 1925 přiznal odpovědnost za vraždu a roku 1926 vyhlásil fašistickou diktaturu s vládou jedné strany.

## Válečný fašismus
Fašismus brzy vyústil v agresivní zahraniční politiku italského státu a vedení dobyvačných válek. V roce 1935 Itálie napadla a zčásti dobyla Habeš. Před začátkem druhé světové války se Itálie stala spojencem nacistického Německa. Do války oficiálně vstoupila 10. června 1940, ale ještě 7. dubna 1939 uskutečnila další agresi, a to napadení Albánie.
Na rozdíl od nacistického Německa a jeho spojenců se ve fašistické Itálii neuplatnil antisemitismus v takovém rozsahu. Bylo to dáno nepřítomností antisemitismu ve fašistické ideologii. Mussolini sice na nátlak Hitlera přijal rasové zákony po vzoru norimberských zákonů, k výstavbě koncentračních táborů či deportacím Židů do Německa však nikdy nedošlo.

## Konec fašistického režimu

Orel, symbol italského fašismu (nacházel se na uniformách)

Italský fašistický režim padl 25. července 1943. Mussolini byl odvolán a uvězněn. Nový italský premiér Pietro Badoglio se rozhodl se spojenci spolupracovat. 3. září podepsal kapitulaci, která byla zveřejněna 8. září. Ve stejném měsíci Benito Mussolini za pomoci německých výsadkářů uprchl z vězení a na severu Itálie, okupovaném německými vojsky, stanul v čele Italské sociální republiky s vládou v Salò. Mussolini a jeho milenka byli zavražděni na útěku dne 28. dubna 1945.